# Пенология
Пенология (от лат. poena — наказание) — междисциплинарная наука об уголовном наказании, которая на теоретической и эмпирической основах разрабатывает эффективные формы и виды уголовного наказания, которому подвергаются преступники. Наиболее тесно пенология связана с криминологией, уголовным правом и уголовно-исполнительным правом.
Зарождение пенологии в конце XVIII века связывают с исследованиями Джона Говарда и Иеремии Бентама, направленными на гуманизацию пенитенциарной сферы. В дореволюционной России наиболее известными специалистами в области пенологии были учёные С.И. Баршев, А.А. Жижиленко, С.П. Мокринский, С.В. Познышев, Н.Д. Сергеевский, Н.С. Таганцев и И.Я. Фойницкий. В советский период эту научную тематику разрабатывали Н.А. Беляев, А.С. Горелик, И.И. Карпец, И.С. Ной, А.Л. Ременсон, Н.А. Стручков и М.Д. Шаргородский. В настоящее время в Российской Федерации вопросами пенологии занимаются учёные А.А. Арямов, О.Н. Бибик, С.Ю. Бытко, К.В. Корсаков, В.Н. Орлов, К.А. Сыч и А.И. Чучаев.

### И.Я. Фойницкий
И.Я. Фойницкий в 1889 году написал работу «Учение о наказании в связи с тюрьмоведением». Он первым не только в России, но и во всём мире, начал читать специальный курс по тюрьмоведению для студентов-юристов. Содержанием пенитенциарной науки И.Я. Фойницкий считал «определение институтов, способных оказать полезную для общежития сторону воздействие на преступный класс путём тщательного изучения особенностей преступного населения и действительного влияния на него практикуемых мер. Примыкая одною своею стороною к уголовному праву, тюрьмоведение близко соприкасается другими сторонами с народным воспитанием и народным призрением».

### С.В. Познышев
С.В. Познышев опубликовал в 1915 году книгу «Очерки тюрьмоведения», а в 1923 году труд «Основы пенитенциарной науки». Он уделял много внимания вопросам исправления заключённых, которое он делил на нравственное и юридическое. Нравственное исправление, по его мнению, это «не превращение порочного человека в добродетельного, что недостижимо посредством наказания, а лишь некоторое изменение к лучшему психической конституции наказуемого, его характера, достаточное для предупреждения рецидива». Цель юридического исправления заключается во внушении субъекту путём применения к нему наказания «сознания неизбежной связи известного поведения с данным невыгодным последствием... неизбежности связи преступления и наказания». Достижение этой цели является менее сложным.

### Н.С. Таганцев
Н.С. Таганцев, различая наряду с С.В. Познышевым нравственное и юридическое исправление, указывал, что государство может добиваться лишь юридического исправления, то есть развития в человеке настроения, соответствующего требованиям права, т.н. чувства правоподчинённости.